# Eugeen Van Mieghem

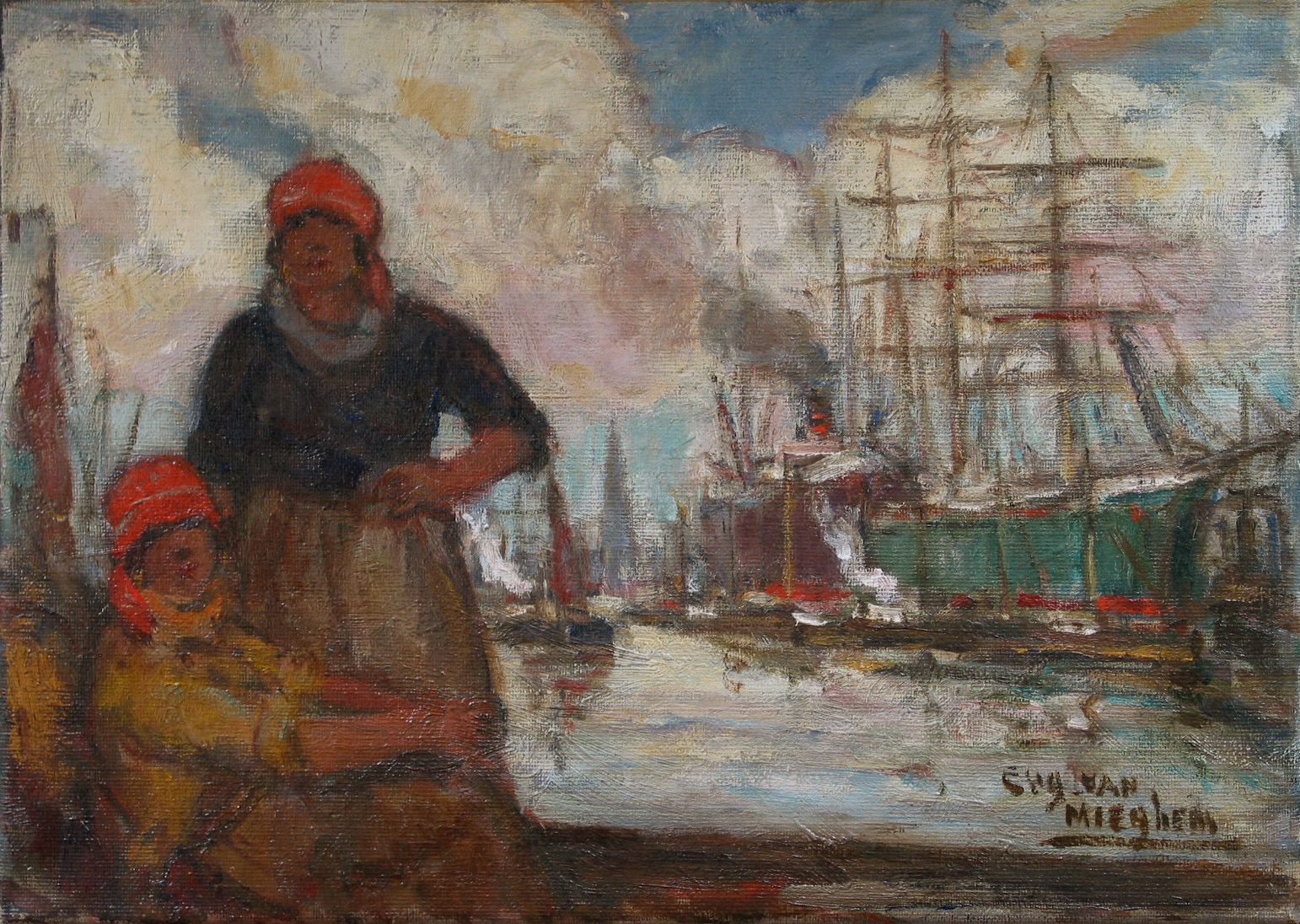
Havenvrouwen

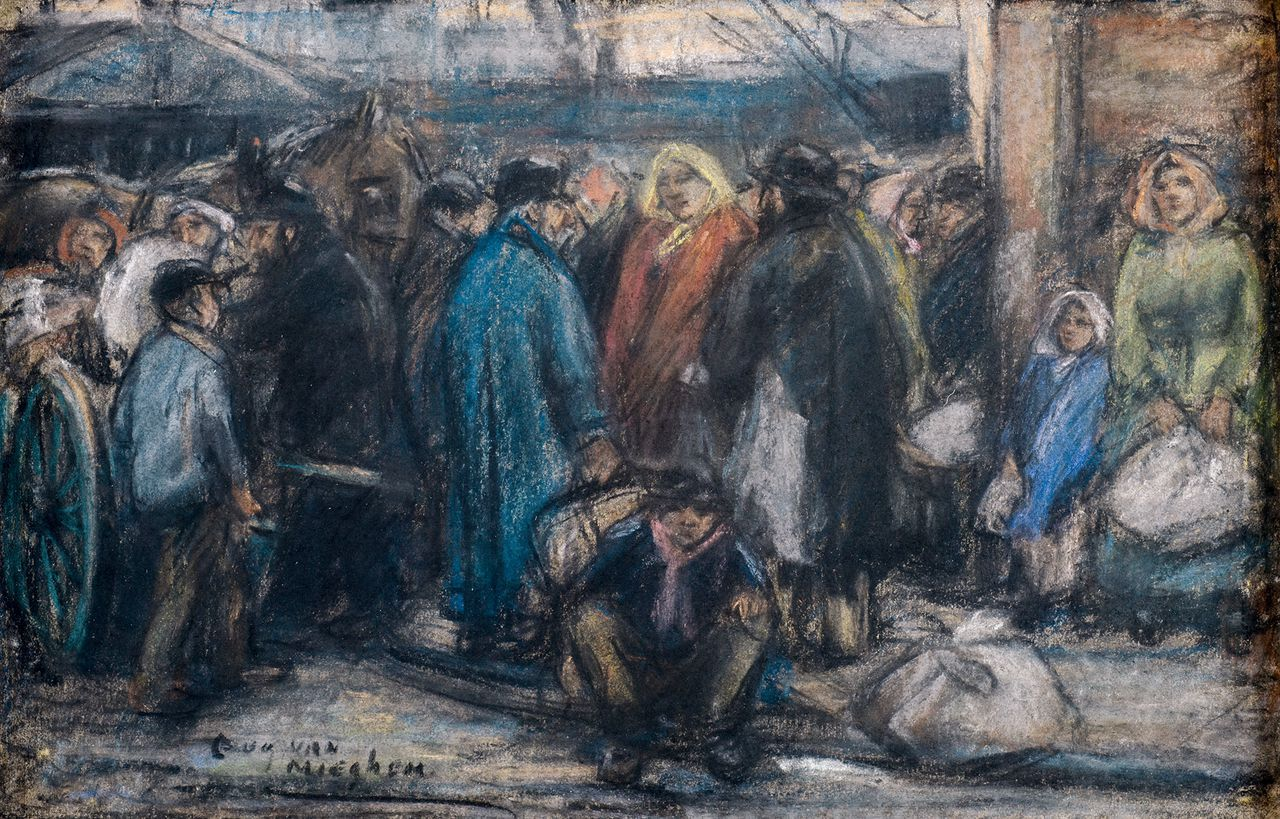
Emigranten in de Montevideostraat

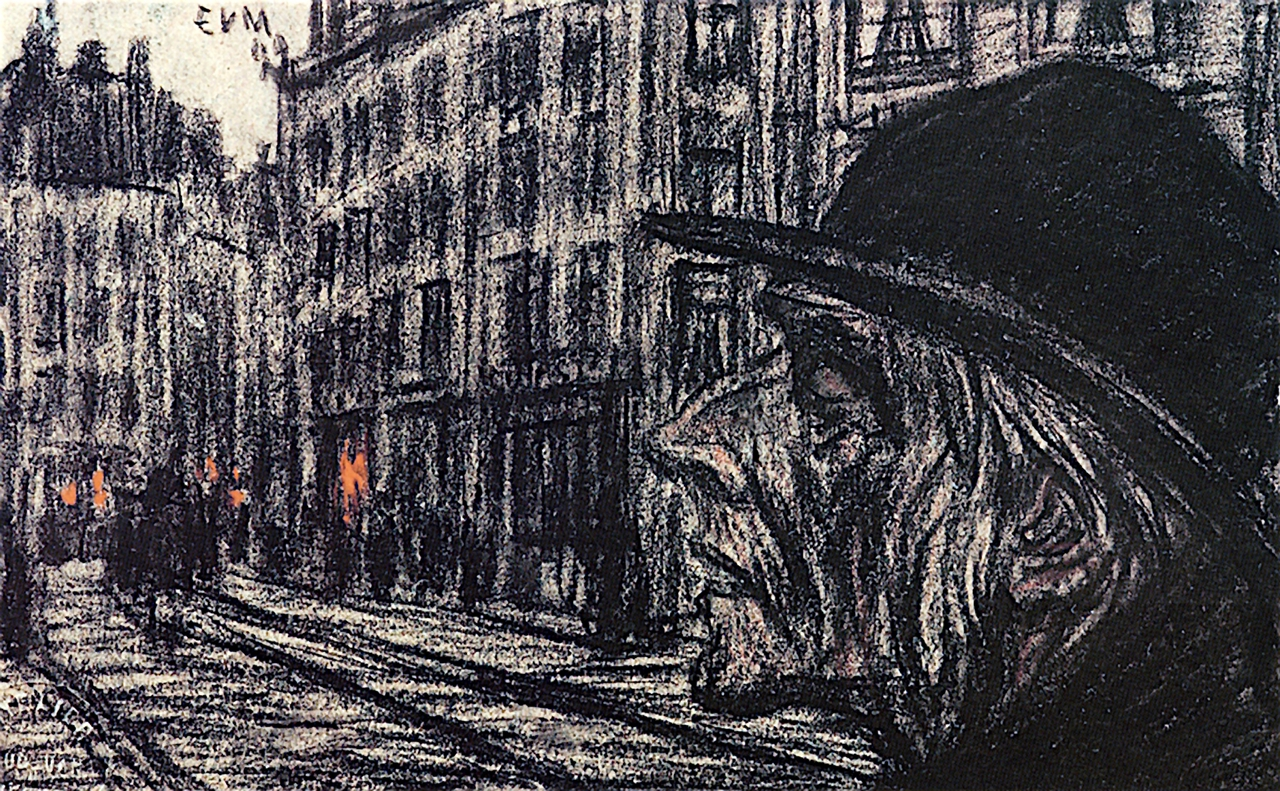
De blinde

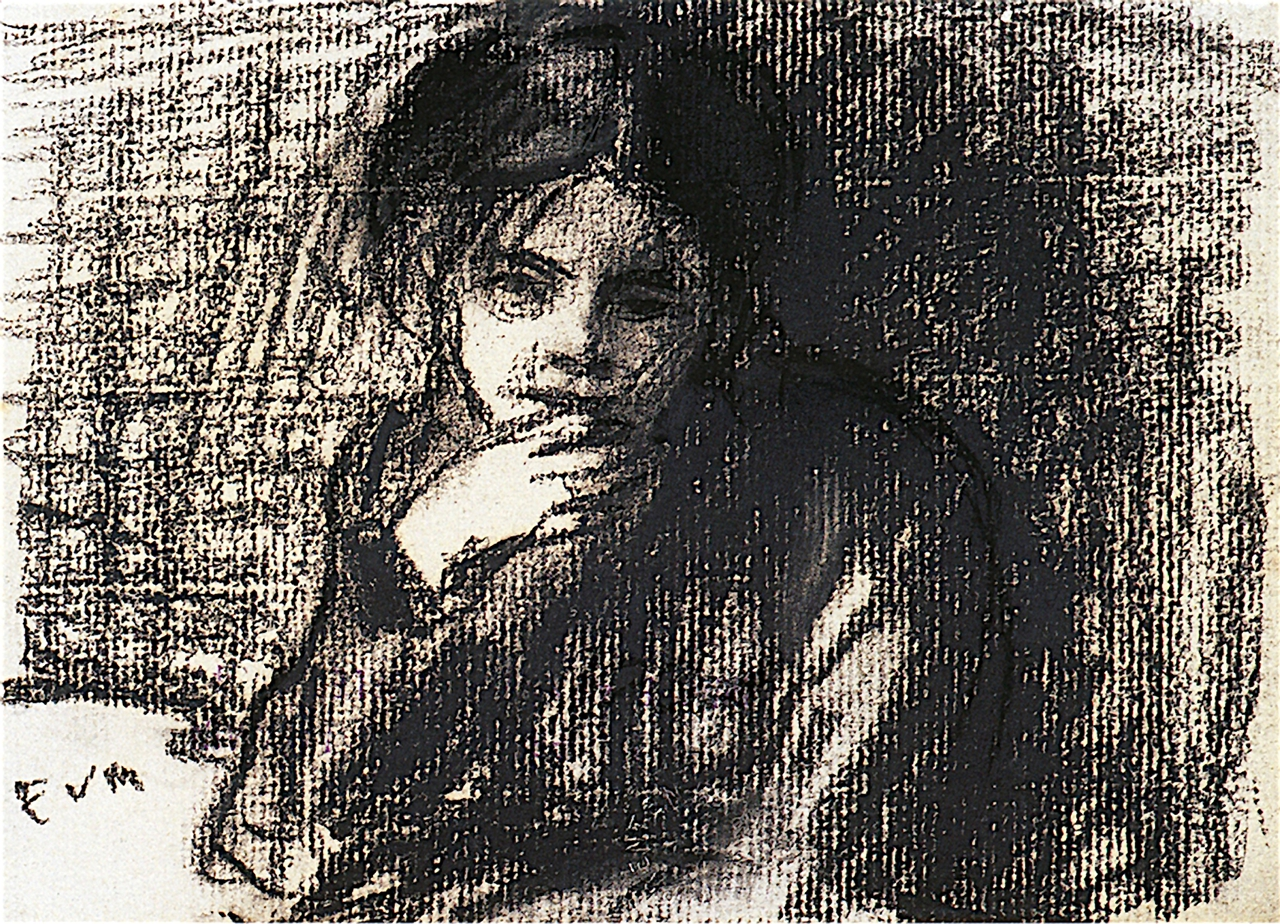
Augustine Pautre

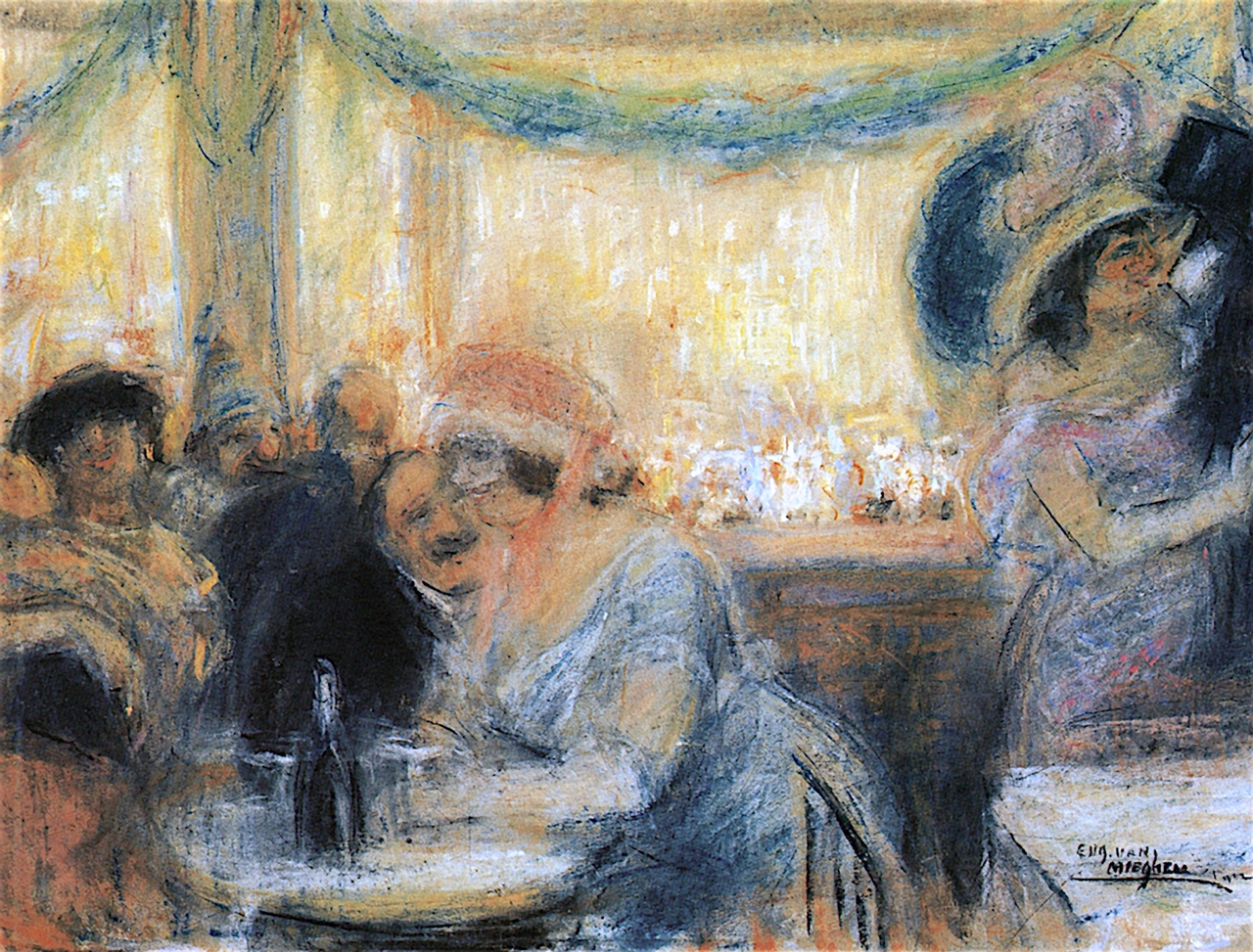
Carnaval

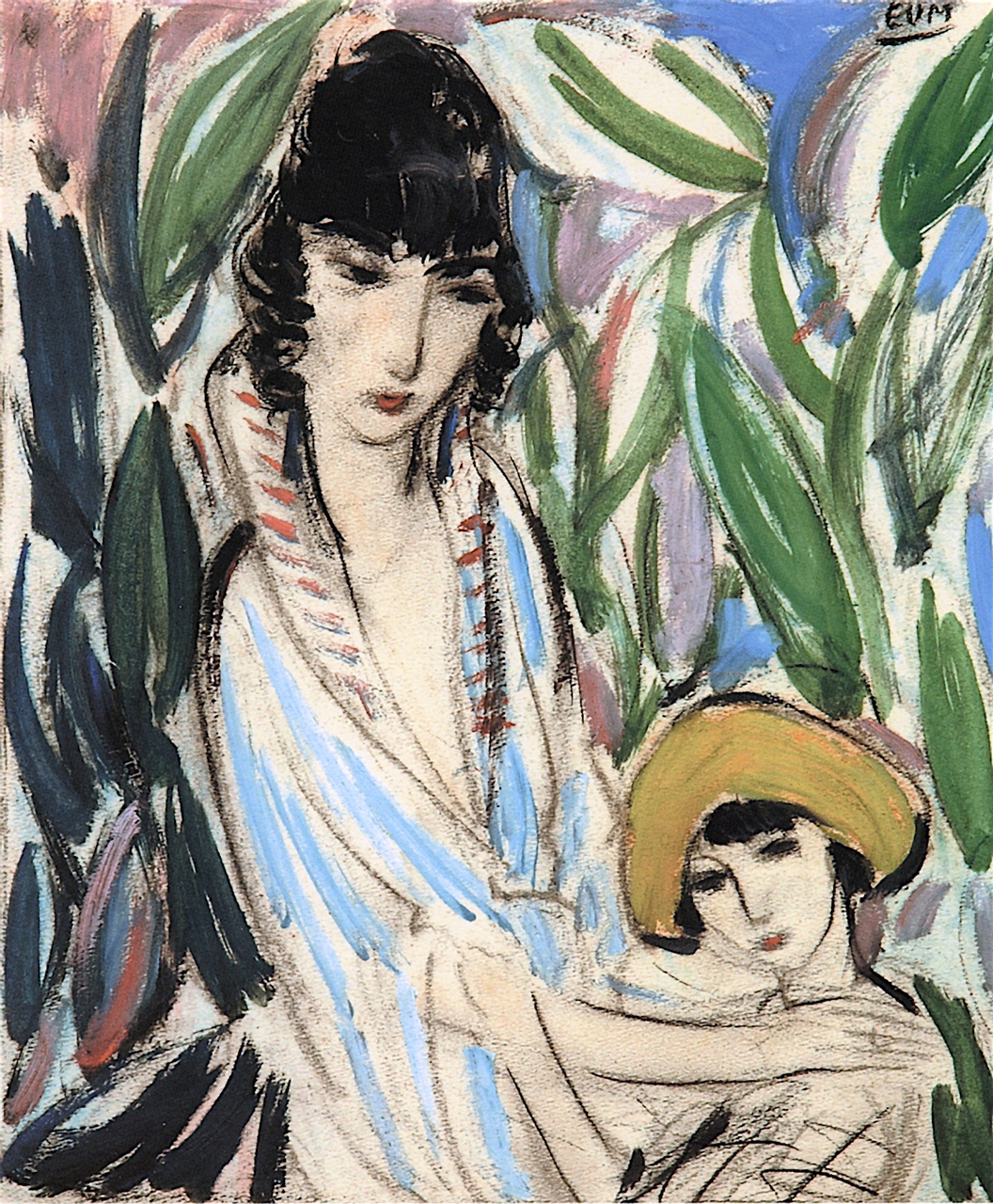
Moeder en zoon

Eugeen Van Mieghem (Antwerpen, 1 oktober 1875 – Antwerpen, 24 maart 1930) was een Belgische kunstschilder.

## Levensloop

### Jeugd en opleiding
Van Mieghem was de tweede zoon van Henri Van Mieghem, een voormalige binnenschipper die scheepsbevrachter was geworden, en Virginie Van Damme. Hij werd geboren in het hartje van de oude haven van Antwerpen, in het café In het Hert dat zijn moeder uitbaatte op de Van Meterenkaai. In 1883 verhuisde het gezin naar een nieuwe herberg aan de Montevideostraat 6 op het Eilandje, recht tegenover de magazijnen van de Red Star Line.
In zijn jeugdjaren werd hij geconfronteerd met het harde leven aan de waterkant. Op de lagere school al toonde hij zijn tekentalent. In mei 1892 kwam hij door een expositie in de zaal van de Antwerpse Academie in contact met het werk van onder anderen Vincent van Gogh, Georges Seurat, Constantin Meunier en Henri de Toulouse-Lautrec. Door de literair-anarchistische kring De Kapel (Godshuis Lantschot aan de Falconrui in het Schipperskwartier) maakte hij kennis met de ideeën van het anarchisme en flamingantisme. Er groeide in hem een idealisme dat hij nooit zou verloochenen. In een periode van ontluikende democratie zou hij de kunstenaar worden van de gewone mens in een wereldhaven: migranten, buildragers, havenmeisjes, kinderen, schippers, hoertjes en zwervers.
In 1896 werd hij echter door de leraar Eugène Siberdt (dezelfde die tien jaar eerder Van Gogh deed vertrekken) van de academie verwijderd. De kunstenaar, die niet wilde plooien voor het academische onderricht, ging dan maar in dienst van zijn vader werken als scheepsbevrachter (het café van moeder werd vooral bezocht door binnenschippers). Van Mieghem bleef tekenen, en op zijn tochten door de haven nam hij altijd een schetsboek mee om zijn indrukken op papier te zetten. In 1897 komt hij na een bezoek aan een expositie in Brussel bij La Libre Esthétique onder de invloed van het werk van Edvard Munch. Rond 1900 komt Van Mieghem (net als Picasso, Kollwitz en Van Dongen) onder de indruk van de knappe tekeningen van Théophile-Alexandre Steinlen, de chroniqueur bij uitstek van het Parijse straatleven.
In zijn sociale belangstelling werd de kunstenaar bijzonder geboeid door de duizenden landverhuizers die hun land van oorsprong (vooral Polen en Rusland) voor de pogroms ontvluchtten om hun geluk te gaan zoeken in de Nieuwe Wereld. In 1901 kende Van Mieghem heel wat succes op de Brusselse salon van La Libre Esthétique, waar zijn achttal pastels en tekeningen hingen naast werk van Franse impressionisten als onder anderen Claude Monet, Paul Cézanne, Camille Pissarro, Pierre-Auguste Renoir en Édouard Vuillard.

### Huwelijksjaren
Op 28 januari 1902 trouwde Van Mieghem met zijn verloofde Augustine Pautre, een Brussels meisje dat lessen volgde aan de Antwerpse Academie. Op 11 november van dat jaar werd een zoontje geboren dat naar zijn vader Eugeen werd genoemd. Tussen 1900 en 1903 exposeerde Eugeen Van Mieghem vooral met de Antwerpse groep Eenigen die hij met enkele vrienden had opgericht. In 1904 verbleef Van Mieghem in Amsterdam voor de huldetentoonstelling aan de anarchistische voorvechter Domela Nieuwenhuis en verscheen er over hem een uitgebreid artikel in het Londense The Pall Mall Magazine onder de titel An Artist of the People (Een kunstenaar van het volk). Later dat jaar exposeerde hij in Brussel met de groep Labeur, en Octave Maus vermeldde hem in L'Art Moderne als "Un maître de demain". De pastels uit die periode over de arbeid aan de haven zijn zeldzame artistieke getuigenissen van de realiteit van die harde tijd. Van Mieghem idealiseerde de arbeid niet, zoals Constantin Meunier, maar toonde hem onverbloemd. Koppig en nukkig zocht hij ook geen contact met potentiële kopers of kunstcritici. De Antwerpse burgerij van het begin van de 20e eeuw zou zijn werk dan ook niet kopen.
Eind november 1904 werd zijn jonge vrouw Augustine ziek nadat ze als naaktmodel in het atelier voor een groep kunstenaars poseerde. Van Mieghem zou haar laatste levensdagen weergeven in een indrukwekkende reeks tekeningen en pastels die gesitueerd kan worden naast gelijkaardig werk van kunstenaars als Rembrandt (Saskia) en Ferdinand Hodler (de beroemde reeks van zijn zieke vrouw Valentine Godé uit 1915). Terneergeslagen door het verdriet om het overlijden door tuberculose van Augustine op 12 maart 1905 zou Van Mieghem tot 1910 niet meer exposeren.

### Internationale doorbraak
Na Van Mieghems eerste individuele expositie in 1912 in het Antwerpse Koninklijk Kunstverbond volgde eindelijk internationale belangstelling met groepstentoonstellingen in Keulen en Den Haag (naast James Ensor, Emile Claus, Jakob Smits, Constantin Meunier en anderen) die echter door de Eerste Wereldoorlog abrupt werd afgebroken.
Tijdens de oorlog bleef hij bij zijn moeder wonen in de havenbuurt (zijn vader was al in 1899 overleden). Net voor de beschieting van Antwerpen waren de Van Mieghems de stad ontvlucht. Ze keerden terug nadat Antwerpen op 10 oktober 1914 gevallen was. Eugeen werd sterk aangegrepen door het leed van de vluchtelingen en tekende hen. In verschillende van die bladen staat ook zijn moeder afgebeeld. Naarmate de bezetting vorderde werd voedsel schaarser. Van Mieghem maakte zich verdienstelijk bij de openbare soepbedelingen, die ook in zijn werk vaak opdoken.
Als tekenende journalist maakt hij grafische verslagen van onder meer de terechtstelling van Edith Cavell en de rellen op de Meir op 3 februari 1918 nadat August Borms tijdens een activistische volksraadpleging had gepleit voor de Vlaamse onafhankelijkheid.

### Naoorlogse jaren
In maart 1919 exposeerde Van Mieghem in Antwerpen zijn oorlogswerk in het Koninklijk Kunst-verbond. Deze merkwaardige reeks van vooral tekeningen en pastels kende grote bijval bij de kunstcritici die dit werk vergeleken met dat van Théophile-Alexandre Steinlen, Jean-Louis Forain en Käthe Kollwitz. Na een artikel van zijn vriend Willem Elsschot in een Nederlandse krant kon Van Mieghem zijn oorlogswerk ook tonen in juni 1919 in de kunsthandel Palace-hotel in Scheveningen. In 1920 werd hij opgenomen in een Brusselse sanatorium Le Fort Jaco in Brussel, en hij ontmoette er de 24-jarige verpleegster Marguerite Struyvelt. Later dat jaar huwden ze en werd Van Mieghem benoemd tot leraar aan de Antwerpse Academie van de klas van het tekenen naar het levend model.
Tot aan zijn dood in 1930 nam Van Mieghem bijna jaarlijks deel aan de Antwerpse groepstentoonstellingen van Kunst van Heden en de Brusselse salons van de Belgische aquarellisten. In juli 1925 verbleef hij, na de breuk met zijn tweede vrouw - de echtscheiding werd nooit officieel -, enkele weken met vakantie in Blankenberge. Bij uitstappen naar Oostende ontmoette hij zijn vriend James Ensor en maakte enkele mooie portretten van hem. Vanaf 1926 maakte Van Mieghem prachtige werken onder de invloed van de art deco. Vooral het werk van Amedeo Modigliani leek hem in die periode ook te inspireren.
Vanaf 1927 werd zijn gezondheid weer slechter en moest hij meerdere keren opgenomen worden in sanatoria. Bijzonder aangrijpend is de reeks van de lijdensweg van Christus die Van Mieghem maakte in 1929. De kunstenaar overleed op 24 maart 1930 aan een hartaderbreuk, amper 54 jaar oud.

## Werk
Na Van Mieghems dood toonden talrijke binnen- en buitenlandse musea zijn werk op groepstentoonstellingen over Belgische kunst. Na de Tweede Wereldoorlog verdwijnt zijn oeuvre echter in de vergetelheid, vooral door het ontbreken van enige studie of boek.
In de Europese sociale kunst van rond de eeuwwisseling wordt zijn werk door internationale kunstcritici gesitueerd naast figuren als Käthe Kollwitz, Toulouse-Lautrec en Steinlen.
Als geen ander heeft hij het leven van de gewone mens, levend en werkend in een wereldhaven, getekend en geschilderd. In zijn weergave van het sociale sluit hij nauw aan bij de kracht en de authenticiteit van Jean-François Millet. Net als deze voorloper in de sociale kunst heeft Van Mieghem zijn eigen omgeving nooit moeten verlaten om onderwerpen te zoeken voor zijn kunst. De wereld lag voor zijn deur.
De stad Antwerpen (in samenwerking met de Eugeen Van Mieghem Stichting) besliste om vijf levensgrote bronzen beelden naar het oeuvre van de kunstenaar te laten plaatsen in de oude havenbuurt Het Eilandje. De beelden zijn van de hand van de Nederlandse beeldhouwster Carla Kamphuis-Meijer: Het Havenmeisje (onthuld 2005), Het Havenboefje (2006) en De Landverhuizer (2007). Op 24 maart 2008 werd het vierde beeld Augustine Pautre plechtig onthuld aan het Willemdok (Entrepotkaai), en in maart 2009 volgde Wiske (Willemdok Godefriduskaai).

## Ontsluiting van zijn werk
De laatste jaren wordt het werk van Eugeen Van Mieghem internationaal herontdekt. Een stichting, tentoonstellingen in binnen- en buitenland, drie kunstboeken en een museum brachten zijn typische oeuvre weer in de belangstelling. In het Museu Picasso in Barcelona liep begin 2000 de grote Steinlen retrospectieve waarin niet minder dan zeven werken van Eugeen Van Mieghem werden opgenomen, naast werk van tijdgenoten als onder anderen Pablo Picasso, Vincent van Gogh, Henri de Toulouse-Lautrec, Edgar Degas en Edvard Munch. In de zomer van 1999 werden zijn tekeningen over de emigranten van de Red Star Line tentoongesteld in het Ellis Island Immigration Museum in New York. In 2002 liepen er over hem drie tentoonstellingen in Duitsland (onder andere in het Ernst Barlach Haus in Hamburg en het Käthe Kollwitz Museum in Berlijn). In 2003 vond een belangrijke expositie over Eugeen Van Mieghem plaats in het Joods Historisch Museum in Amsterdam.
De expositie Vrouwenportretten door Eugeen Van Mieghem opende begin 2007 eerst in Parijs (Institut Néerlandais). Ze werd vervolgens, onder de titel Met de dood voor ogen, Eugeen Van Mieghem (1875-1930) tekent zijn stervende muze getoond in het Amsterdamse Rembrandthuis. Tot 26 januari 2008 liep de expositie Vrouwenportretten, Eugeen Van Mieghem (1875-1930) en de collectie Mayer van den Bergh in het Antwerpse museum Mayer van den Bergh. In 2012 liep een belangrijke retrospectieve over zijn leven en werk in het Musée de Flandre in Kassel (Frankrijk).
Sinds 1993 was een belangrijk deel van zijn werk te zien in het Antwerpse Eugeen Van Mieghem Museum.
Van 16 juni tot en met 30 augustus 2018 liep een tijdelijke tentoonstelling De Groote Oorlog van Eugeen Van Mieghem in het Stedelijk Museum Aarschot.